# Digne-les-Bains (quận)
Quận Digne-les-Bains là một quận của Pháp, nằm ở tỉnh Alpes-de-Haute-Provence, ở vùng Provence-Alpes-Côte d'Azur. Quận này có 10 tổng và 65 xã.

## Các đơn vị hành chính

### Các tổng
Các tổng của quận Digne-les-Bains là: 
1. Barrême
2. Digne-les-Bains-Est
3. Digne-les-Bains-Ouest
4. La Javie
5. Les Mées
6. Mézel
7. Moustiers-Sainte-Marie
8. Riez
9. Seyne
10. Valensole

### Các xã
Các xã của quận Digne-les-Bains, và mã INSEE là: 
| 1. Aiglun (04001)                    | 2. Allemagne-en-Provence (04004)   | 3. Archail (04009)                  |
| 4. Auzet (04017)                     | 5. Barles (04020)                  | 6. Barras (04021)                   |
| 7. Barrême (04022)                   | 8. Beaujeu (04024)                 | 9. Beynes (04028)                   |
| 10. Blieux (04030)                   | 11. Bras-d'Asse (04031)            | 12. Brunet (04035)                  |
| 13. Champtercier (04047)             | 14. Chaudon-Norante (04055)        | 15. Châteauredon (04054)            |
| 16. Clumanc (04059)                  | 17. Digne-les-Bains (04070)        | 18. Draix (04072)                   |
| 19. Entrages (04074)                 | 20. Entrevennes (04077)            | 21. Esparron-de-Verdon (04081)      |
| 22. Estoublon (04084)                | 23. Gréoux-les-Bains (04094)       | 24. Hautes-Duyes (04177)            |
| 25. La Javie (04097)                 | 26. La Palud-sur-Verdon (04144)    | 27. La Robine-sur-Galabre (04167)   |
| 28. Le Brusquet (04036)              | 29. Le Castellard-Melan (04040)    | 30. Le Castellet (04041)            |
| 31. Le Chaffaut-Saint-Jurson (04046) | 32. Le Vernet (04237)              | 33. Les Mées (04116)                |
| 34. Majastres (04107)                | 35. Malijai (04108)                | 36. Mallemoisson (04110)            |
| 37. Marcoux (04113)                  | 38. Mirabeau (04122)               | 39. Montagnac-Montpezat (04124)     |
| 40. Montclar (04126)                 | 41. Moustiers-Sainte-Marie (04135) | 42. Mézel (04121)                   |
| 43. Oraison (04143)                  | 44. Prads-Haute-Bléone (04155)     | 45. Puimichel (04156)               |
| 46. Puimoisson (04157)               | 47. Quinson (04158)                | 48. Riez (04166)                    |
| 49. Roumoules (04172)                | 50. Saint-Jacques (04180)          | 51. Saint-Jeannet (04181)           |
| 52. Saint-Julien-d'Asse (04182)      | 53. Saint-Jurs (04184)             | 54. Saint-Laurent-du-Verdon (04186) |
| 55. Saint-Lions (04187)              | 56. Saint-Martin-de-Brômes (04189) | 57. Saint-Martin-lès-Seyne (04191)  |
| 58. Sainte-Croix-du-Verdon (04176)   | 59. Selonnet (04203)               | 60. Senez (04204)                   |
| 61. Seyne (04205)                    | 62. Tartonne (04214)               | 63. Thoard (04217)                  |
| 64. Valensole (04230)                | 65. Verdaches (04235)              |                                     |